# Tmarus decorus
Tmarus decorus är en spindelart som beskrevs av Arthur M. Chickering 1965. Tmarus decorus ingår i släktet Tmarus och familjen krabbspindlar.
Artens utbredningsområde är Panama. Inga underarter finns listade i Catalogue of Life.